# Da Vinci (医療ロボット)

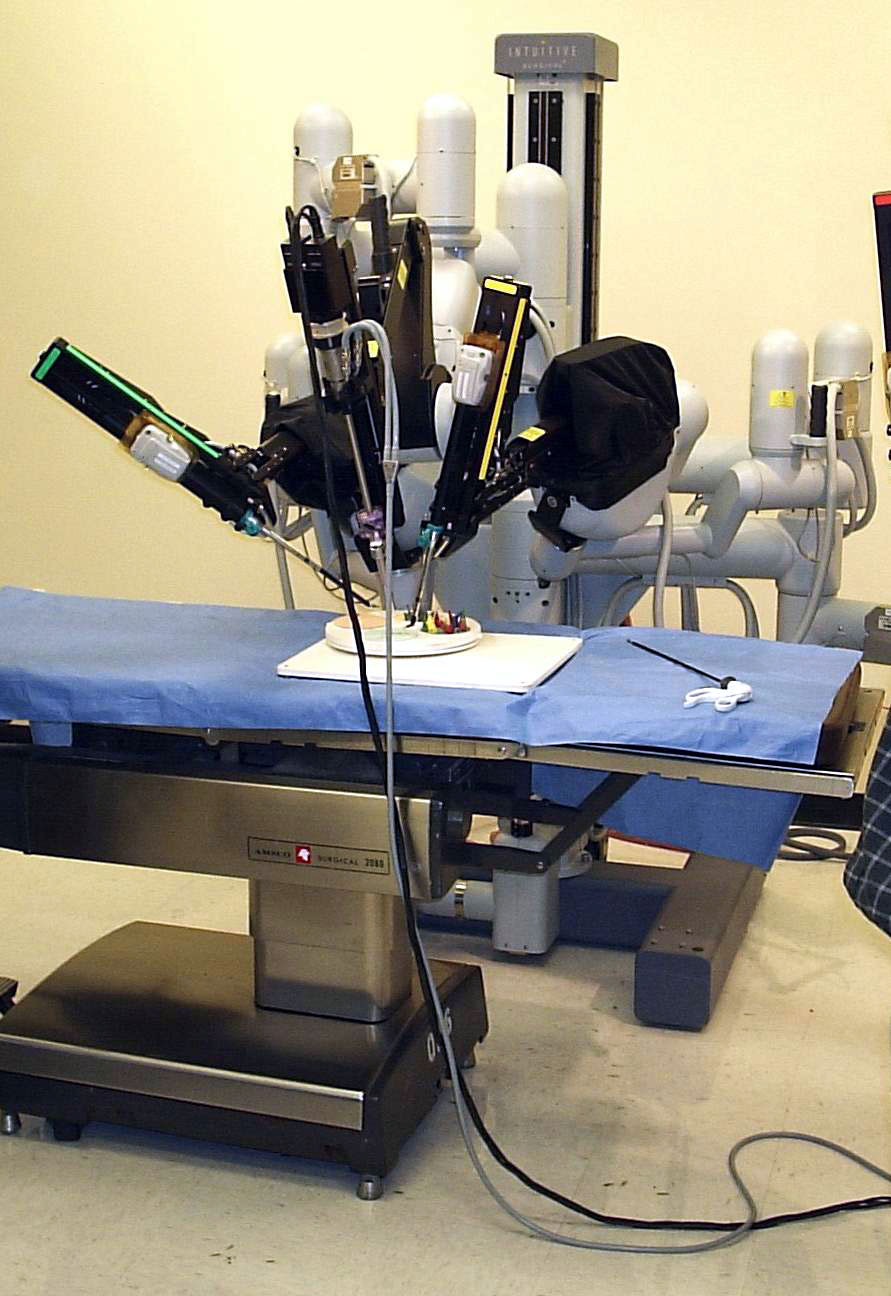
ペイシェントカート

da Vinci（ダビンチ）こと、da Vinci Surgical System（ダビンチ・サージカルシステム、ダビンチ外科手術システム）は、米国インテュイティヴ・サージカル社が開発したマスタースレイブ型内視鏡下手術用の手術用ロボット。名称はレオナルド・ダ・ヴィンチにちなむ。

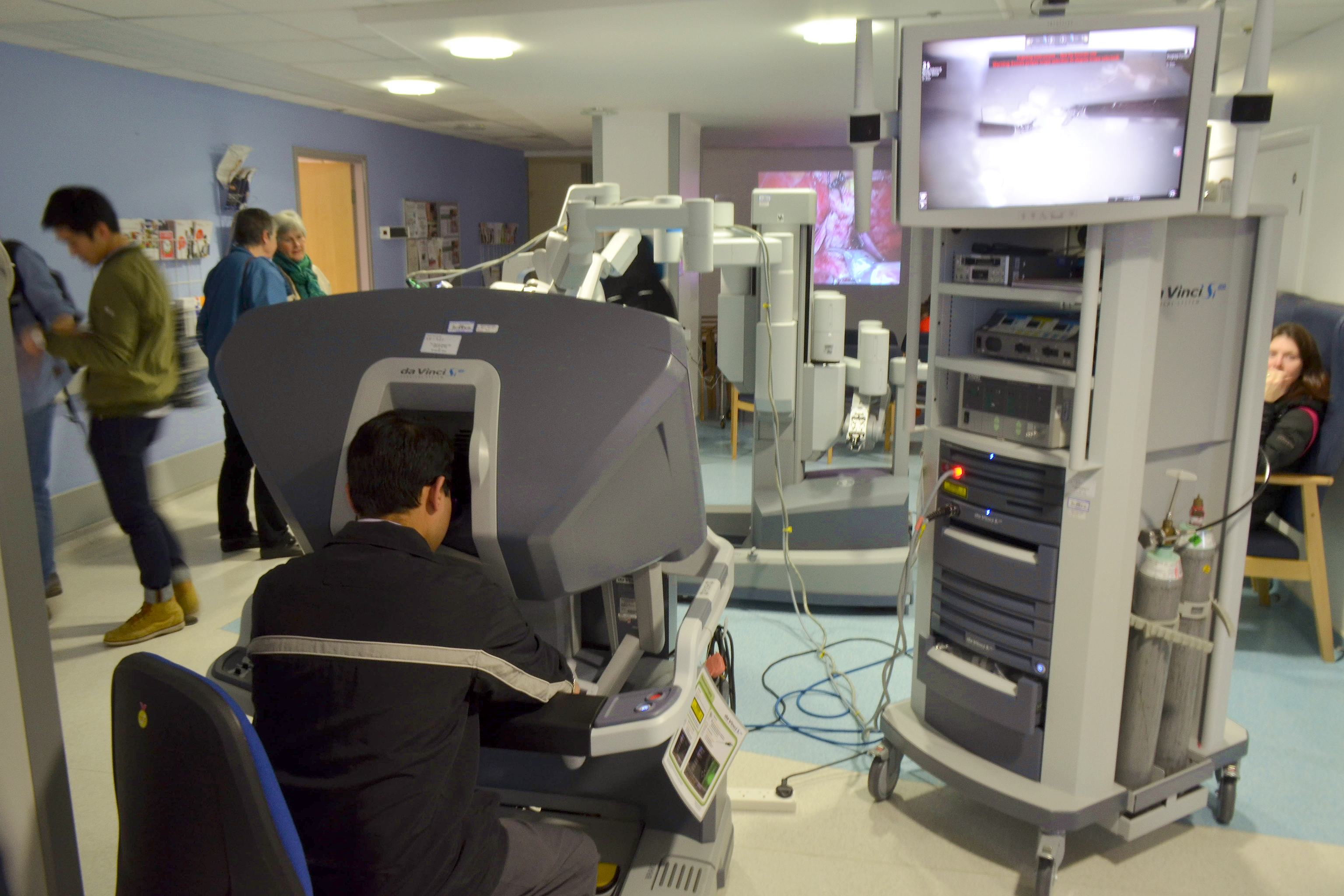
コンソール（左手前）

## 概要
胸腔ないし腹腔の内視鏡下手術用ロボットとして初めて開発された製品であり、患者への低侵襲な手術を可能にする。システムは、サージョンコンソール、ペイシェントカート、ビジョンカートなどから構成される。3つのアームと1つのステレオ3Dカメラを搭載し、アームのカセットを交換することで、様々な処置を行うことが出来る。術者は数m離れた場所に置かれたコンソールに座って操作を行う。両眼視で見る3Dモニターを使用して下向きの目線で操作を行うために術者の疲労が少なく、視野も広く奥行きの把握も良好とされる。操作は直感的で手振れ防止機能もあるために、ロボットアームで毛筆で米粒に漢字を書くような細かい作業や、1円玉より小さな折り鶴を折ることもできる。アームの先端には、人間の手首に相当する関節があり、先端を自由に屈曲・回転させることが出来る。装着可能な鉗子は40種類以上あり、スケーリング（例えば手元で6cmの動きを、鉗子2cmの動きに設定するなど）も可能である。
患者の横には吸引作業やカセットを交換したりする補助作業者が立つ。前立腺の全摘術では、出血量の削減、術後の尿路系トラブル（主に排尿障害）の減少、患者の手術満足度の向上などのメリットが確認されている。臨床実績は年間28万例に達する。
3Dカメラを8Kの高解像度カメラにしたり、手術前に3D-CTのデータを転用したVRで模擬手術の演習を行うなどの工夫も行われている。

## 欠点
一方、手ごたえ等の触感を感知する機能が無いために、縫合糸の操作等の手加減が難しく糸を引き千切ってしまったりすることもある。アームが臓器や腹壁に接触していればわかる膵損傷を合併して死亡した例が日本で報告されているが、通常の開腹手術でも起こり得るケースだった。開腹手術にしても、ロボット手術にしても、習熟度が重要である。複雑な装置ゆえにトラブルも多く、広島大学の集計では約1/7の手術で、何らかのマイナーなメカニカルトラブルが発生していると報告されている。しかし、このトラブルとは安全機構であるセーフティーストップが働いたことを指す。

## 開発の歴史
元々は、1980年代末にアメリカ陸軍が国防高等研究計画局(DARPA)に開発を依頼したものである。アメリカ本土またはアメリカ空母に滞在中の医師によって、遠隔操作で戦場の負傷者に対して必要な手術を行うことが目的とされた。しかし、湾岸戦争が予想より早く終結したために開発は軍の関与を離れ、以後民間で開発が続けられた。1999年に完成。2000年7月にアメリカ食品医薬品局(FDA)より承認された。

## 日本での利用
2000年3月に慶應義塾大学病院にアジアで初めて導入、その後、九州大学病院の消化器・総合外科（第二外科）とともに2001年から2002年に治験として62例の胸腹部の手術がなされた。2009年に厚生労働省薬事・食品衛生審議会で国内の製造販売が承認された。大阪市に本社を置く医療専門商社の株式会社アダチ（adachi Inc.）が総代理店を務めていたが、2014年6月26日に開発元の日本法人インテュイティブサージカル合同会社（Intuitive Surgical G.K.）に移管された。2012年4月に前立腺がんの全摘出手術が初めて保険収載された。当時は先進医療としての認可申請はされているものの、日本においては認可されておらず、医療費は健康保険の対象となっていなかったが、2012年4月1日より前立腺癌の全摘手術のみ保険適用となった（2017年現在も前立腺癌全摘術のみが適応）。診療報酬制度により前立腺癌の手術では黒字になるものの、胃癌に使用した場合には赤字になる。日本国内最初の大学病院内へのダビンチのトレーニングセンターは2012年4月に、宇山一朗をセンター長として藤田医科大学に開所された。肺癌や消化器癌、婦人科手術にも使用されているが、保険適応が認められていない為に病院側または患者側の個人負担で使用される。日本ではSiモデルが2億4800万円、Si-eモデルが1億7000万円であり、2016年9月末現在で大学病院を中心に237台導入されている。2018年の診療報酬改定で、腹腔鏡下直腸切除・切断術などの12件の術式について承認された。
2018年5月20日には、TBS系テレビドラマ『ブラックペアン』第5話に「ダーウィン」の名称で登場している。
東京都杉並区にあるニューハート・ワタナベ国際病院は、2019年におけるロボット心臓手術執刀数において世界一となり、アメリカのintuitive surgical社より表彰を受けている。

## バリエーション
- da Vinci X
- da Vinci Xi
- da Vinci Surgical System Si
- da Vinci Surgical System S
- da Vinci Surgical System (Standard)

## 世界での普及と後続機
2016年までに米国2,501台、欧州644台、アジア476台、全世界で3,803台が導入されている。
中国は天津大、南開大、天津医科大の共同プロジェクトとして、da Vinciに瓜二つの｢妙手A｣という名称の手術ロボットを開発し、2010年7月天津市科学技術委員会が承認した。また、東京工業大学が開発したEMAROや、Googleは2015年にJ＆Jと手術支援ロボットの共同開発を発表している。

## 将来のロボット手術を見据えた試み
完全な無人の手術室にロボットだけ設置して手術を行う実験（ダビンチのアームの鉗子の交換や吸引は人間が行う）や、国際宇宙ステーション上のロボットアームを地上から操作するなどの実験などが行われている。